# Ричленд Тауншип (округ Венанго, Пенсільванія)
Ричленд Тауншип (англ. Richland Township) — селище (англ. township) в США, в окрузі Венанго штату Пенсільванія. Населення — 777 осіб (2010).

## Демографія
Згідно з переписом 2010 року, у селищі мешкало 777 осіб у 320 домогосподарствах у складі 227 родин. Було 411 помешкання
Расовий склад населення:
| - 97,4 % — білих - 0,6 % — корінних американців - 0,6 % — чорних або афроамериканців |

До двох чи більше рас належало 1,3 %. Частка іспаномовних становила 0,4 % від усіх жителів.
За віковим діапазоном населення розподілялося таким чином: 21,5 % — особи молодші 18 років, 60,7 % — особи у віці 18—64 років, 17,8 % — особи у віці 65 років та старші. Медіана віку мешканця становила 45,8 року. На 100 осіб жіночої статі у селищі припадало 100,8 чоловіків;  на 100 жінок у віці від 18 років та старших — 100,7 чоловіків також старших 18 років.
Середній дохід на одне домашнє господарство  становив 61 924 долари США (медіана — 52 083), а середній дохід на одну сім'ю — 71 888 доларів (медіана — 67 917). Медіана доходів становила 42 143 долари для чоловіків та 28 250 доларів для жінок. За межею бідності перебувало 9,5 % осіб, у тому числі 18,3 % дітей у віці до 18 років та 8,6 % осіб у віці 65 років та старших.
Цивільне працевлаштоване населення становило 331 особа. Основні галузі зайнятості: освіта, охорона здоров'я та соціальна допомога — 21,1 %, виробництво — 18,1 %, роздрібна торгівля — 10,9 %, транспорт — 10,3 %.